# Баппа Равал

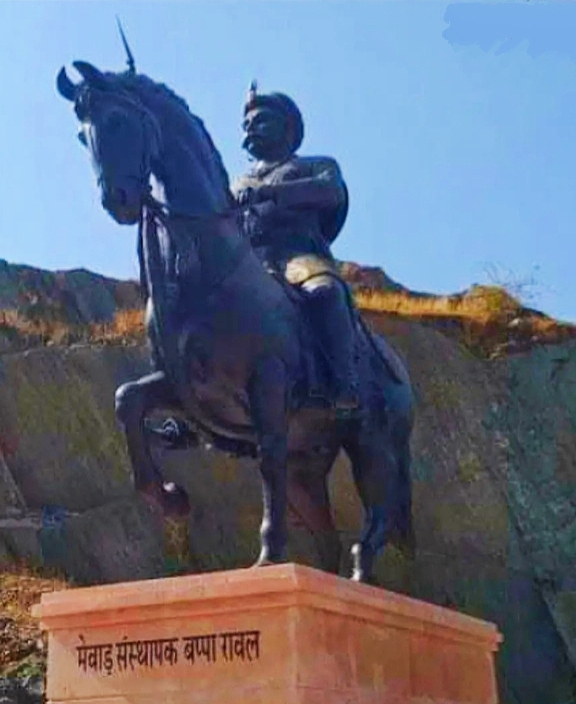
статуя Баппи Раваля в Меварі

Баппа Равал (*बप्पा रावल дата народження і смерті невідомі) — один з перших напівлегендарний правитель раджпутського клану Гухілоти-Сесодія, володар Мевару.

## Життєпис
Про його походження достеменно невідомо. Навіть точно невідомо про дату народження: 620-ті роки, 713 рік, поч. X ст. Навіть власне ім'я його достеменно не виявлено: Равал означає «володар», а Баппа — «батько». Тому Баппа Равал вважається титулом. Як ім'я висувається теорія про Калабхойю.
Він прийшов до області раджпутів звідкись здалеку. Був шостим після Гухі, засновника роду Гухілотів. Навряд Баппа був нащадком Гухі, він міг бути прийомним сином Сили або просто замести його правителем. Баппа Равал вважається засновником гілки Сесодія клану Гухілот.
Є кілька варіантів легенд про те, як Баппа став правителем цього князівства Мевар. За однією, він володів якимось селом поблизу Чіттора, коли його володар помер, не залишивши спадкоємців. Тому було проведено обряд відшукання наступника. Всі претенденти на трон стали в чергу, а княжий слон, який тримав у хоботі квіткову гірлянду, повинен був надіти її на кого-небудь, і той, хто отримував від слона гірлянду, вважався обранцем. Тут дослідники угледіли аналогію зі звичаєм аристократії кшатрапів, за якою дівчата (доньки правителя) обирали собі чоловіків, одягаючи квіткову гірлянду на свого обранця. Обряд називався «сваямвара». З огляду на це, напевне, відбувся обряд обрання чоловіка для доньки померлого правителя Чіттора — Магендри II.
Слон надів гірлянду на Баппу, і той став правителем. За раджпутськими законами це був цілком легітимний спадкоємець, і він міг відносити себе до династії Гухілот.
За іншою легендою Баппа прийшов до Чіттору, яким володіли Парамари, був призначений на чолі військ Чіттора, які захищали місто від якихось завойовників. Місто він відстояв, але заодно вигнав і колишнього правителя. З точки зору раджпутської військової моралі, все було справедливо і правильно.
Баппа Равал володарював нетривало. Він невдовзі захворів. Коли він одужав, виявилося, що лікар користувався мікстурою на спирту або зіллям, до складу якого входив шматочок коров'ячого вуха. Застосування цих «препаратів» для брахмана (яким був Баппа) було неприпустимо: через це ритуальне осквернення він перейшов у нижчу касту, тому йому довелося тут же накласти на себе руки, що він і зробив, випивши розплавлений свинець. Від слова «свинець» і походить ім'я Се содія. За іншою версією село, де перебував спочатку баппа називалася Сесода, і звідси ім'я клану.